# Chipaque
Chipaque là một khu tự quản thuộc tỉnh Cundinamarca, Colombia. Thủ phủ của khu tự quản Chipaque đóng tại Chipaque Khu tự quản Chipaque có diện tích ki lô mét vuông. Đến thời điểm ngày 28 tháng 5 năm 2005, khu tự quản Chipaque có dân số 7701 người.